# Zwischbergen
Zwischbergen est une commune suisse du canton du Valais, située dans le district de Brigue. Étant uniquement dans le bassin versant du Pô, elle est la seule commune du Valais qui ne soit pas au moins en partie dans le bassin versant du Rhône.
Elle est séparée de la commune de Simplon par les gorges de Gondo, le long de la Doveria. Voir aussi Gondo.
Il s'agit de la dernière commune suisse dans l'ordre alphabétique.